# Abaújszolnok
Abaújszolnok é um município da Hungria, situado no condado de Borsod-Abaúj-Zemplén. Tem 8,66 km² de área e sua população em 2015 foi estimada em 183 habitantes.